# Worfelden
Worfelden ist ein Ortsteil der Gemeinde Büttelborn, die im Städtedreieck Frankfurt am Main, Mainz/Wiesbaden und Darmstadt, inmitten des Rhein-Main-Gebietes liegt.

## Geographie

### Geographische Lage
Die Worfelder Gemarkung liegt vollständig im sogenannten Hegbach-Apfelbach-Grund in der Westlichen Untermainebene. Diesbezüglich unterscheidet es sich von der Lage Büttelborns, das mit seinem südwestlichen Gemarkungsteil bereits im Hessischen Ried liegt.
Im Norden grenzt Worfelden an Mörfelden, im Osten an Schneppenhausen (Darmstadt-Dieburg), im Südosten an Braunshardt (Darmstadt-Dieburg), im Südwesten an Büttelborn und im Westen an Klein-Gerau.

### Klimadaten
(gemittelt über die Jahre 1991–2000)
- Tagesmitteltemperatur: 10,5 °C
- Niederschlagshöhe: 620 mm
- Sonnenscheindauer: 1670 h

## Geschichte

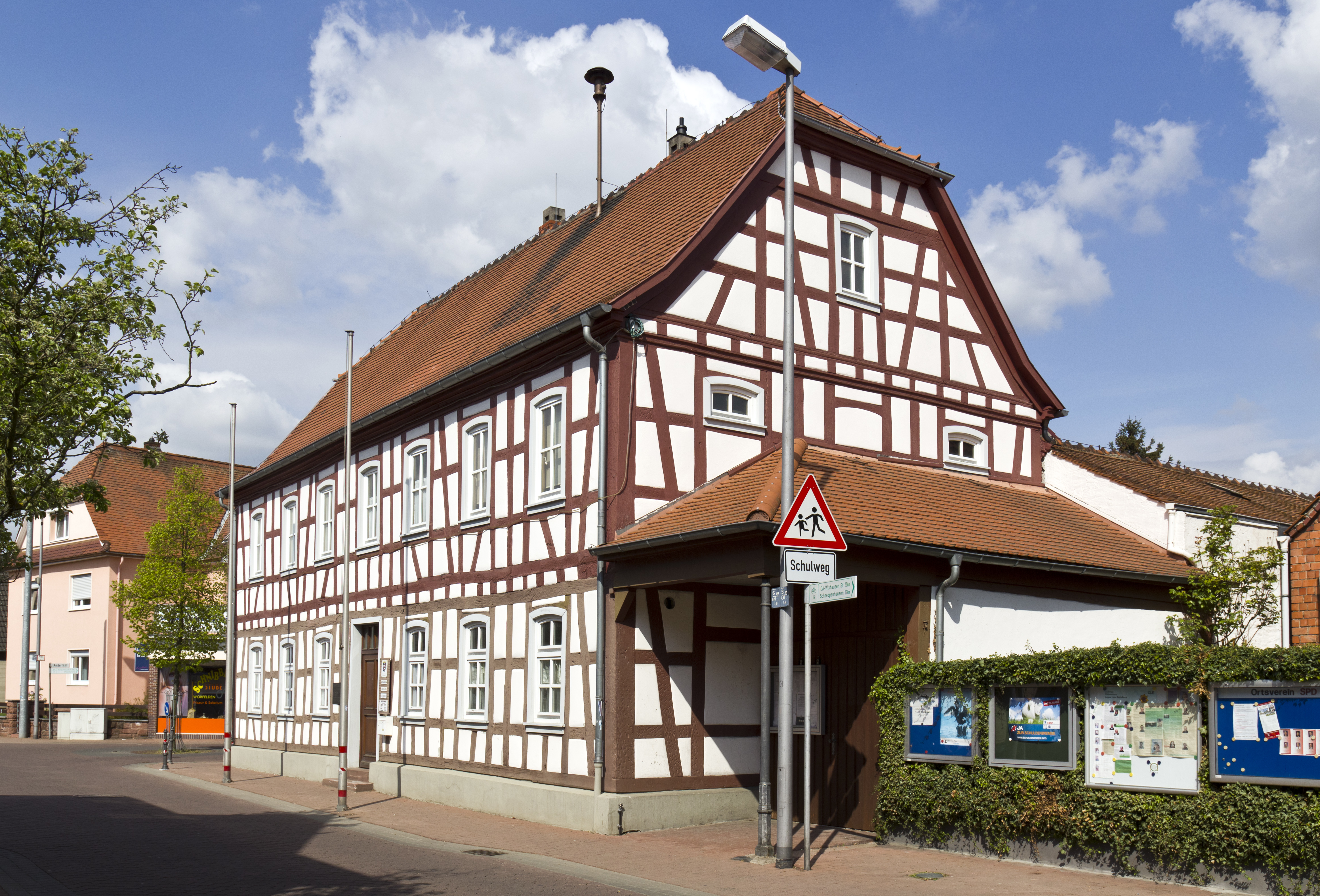
Das alte Rathaus

### Ortsgeschichte
Worfelden wird als „Wormuelden“ erstmals im Jahre 1211 urkundlich erwähnt, und zwar im Oculus Memoriae, einem Güterverzeichnis des Klosters Eberbach im Rheingau. Dies hat der ehemalige Bürgermeister Horst Gölzenleuchter im Jahre 2007 durch eigene Recherchen herausgefunden. Zuvor galt das Jahr 1225 als Ersterwähnung Worfeldens, wonach Heinrich von Worfelden als Zeuge in einer beurkundeten Grundstücksteilung zwischen dem eberbachschen Hof Gehaborn und dem Dorf Arheilgen genannt wird. Basierend auf dieser Urkunde feierte Worfelden 1975 sein 750-jähriges Bestehen.
Weitere Schreibweisen, die im Laufe der Jahre für Worfelden auftauchen, sind z. B. Urfelt, Würfelt, Worveldin und Wohrfelden. Dem hessischen Ortsnamenbuch ist die mögliche Bedeutung des Namens zu entnehmen: „ur“ für feucht, feuchtes Feld, „wara“ für Obhut, Schutz.
Auch Worfelder Adel wurde erwähnt, etwa ein „Heinrich von Worfelden“, Bürge für Graf Eberhard von Katzenelnbogen im Jahre 1297, oder ein „Clas Ernst von Worfelden, Sänger zu Oppenheim, Angrenzer in Erfelden“.
Ihre Bede zahlten die Worfelder anfänglich an die Herren von Dornberg, später den Grafen von Katzenelnbogen (bis 1479), danach dem Landgrafen von Darmstadt. 1791 hatte der Ort 2.002 Morgen, meist Sandfeld, 157 Morgen Wiesen, weder Wald noch Weide. Den Wald hatte man um 1670 an Klein-Gerau verkauft.
Das Siegel Worfeldens bestand 1622 aus einem Reichsapfel im Schild. 1647 erscheint das Siegel bereits in seiner noch heute gültigen Form mit einem veränderten Kreuz. Das für ein kleines Dorf ungewöhnliche Privileg, den Reichsapfel im Wappen zu haben, kann inzwischen erklärt werden. Im Jahre 1420 erhielten die Herren von Wallbrunn den kleinen Zehnten von Worfelden. Die Wallbrunner stiegen zunächst in die Dienste der Katzenelnbogener auf, später setzten sie ihren Aufstieg bei den Hessen fort und vertraten u. a. die Kurfürsten von der Pfalz als Truchsessen. Hans V. von Wallbrunn wurde 1462 noch vor der Schlacht bei Seckenheim durch Kurfürst Friedrich I. von der Pfalz zum Reichsritter geschlagen, was ihm und den nachfolgenden Wallbrunnern das Recht gab, den Reichsapfel im Wappen zu führen.
Während des Dreißigjährigen Krieges litten die Worfelder mehrfach unter Einquartierungen und Requisitionen fremder Truppen. Ein Kriegsschadensverzeichnis der Obergrafschaft Katzenelnbogen berichtet über die Mansfeldischen Greueltaten beim Einmarsch in die Landgrafschaft Hessen-Darmstadt im Juni 1622. Dabei übertrafen die körperlichen und seelischen Grausamkeiten durch Folter erzwungener Kontributionen die infolge Requisitionen entstandenen Schäden bei weitem.
Die Statistisch-topographisch-historische Beschreibung des Großherzogthums Hessen berichtet 1829 über Worfelden:

„Worfelden (L. Bez. Dornberg) luth. Filialdorf, liegt 1 1⁄4 St. von Dornberg und 1 St. von Großgerau, und besteht aus 74 Häusern mit 456 Einw., die außer 2 Kath. und 10 Juden lutherisch sind. Obgleich Filial hat der Ort doch seine eigene Kirche.“

1696 wurde die Fachwerkkirche der Gemeinde fertiggestellt. Sie ist heute das Zentrum der Evangelischen Kirchengemeinde Worfelden und enthält eine der ältesten Orgeln Hessens. Die Worfelder Orgel stammt von dem Bamberger Orgelbaumeister Adam Knauth aus dem Jahr 1623/24. Seit 1970 steht das Gebäude unter Denkmalschutz. 1912 wurde Worfelden an das Stromnetz angeschlossen. Zur Kirchweih 1929 wurde erstmals Wasser aus dem Leitungsnetz gezapft. Die ehemals landwirtschaftliche Prägung verlor sich, wie überall in der Umgebung, nach dem Zweiten Weltkrieg immer mehr. Viele Worfelder fanden bei Opel in Rüsselsheim ihr Auskommen. Wie die Nachbargemeinde Klein-Gerau, so war auch Worfelden bis 1976 eine selbständige Gemeinde. Im Zuge der Gebietsreform in Hessen wurden die Gemeinden Büttelborn, Klein-Gerau und Worfelden am 1. Januar 1977 unter dem Namen Büttelborn zu einer Gemeinde zusammengeschlossen. Eigenständigkeit gegenüber Büttelborn zeigt sich seitdem noch in einem eigenen Ortsgericht und Schiedsamt.

### Verwaltung und Gerichte
Verwaltungsgeschichtlich gehörte Worfelden bis 1820 zum „Amt Rüsselsheim“, das seit 1806 zur „Provinz Starkenburg“ des Großherzogtums Hessen gehörte. Danach wurde es durch den „Landratsbezirk Dornberg“ verwaltet, der durch die Verwaltungsreform 1821 geschaffen wurde. 1832 wurden die Landratsbezirke und verbliebenen standesherrschaftlichen Ämter in der Provinz Starkenburg in Kreise aufgeteilt, und Worfelden wurde dem Kreis Groß-Gerau zugeteilt. Die Zugehörigkeit zu Kreis Groß-Gerau wurde nur zwischen 1848 und 1852 unterbrochen, als die Provinz Starkenburg durch Regierungsbezirke verwaltet wurde und Worfelden zum Regierungsbezirk Darmstadt gehörte. Die zuständige Gerichtsbarkeit war von 1821 bis 1879 das Landgericht Großgerau und ist seit 1879 das Amtsgericht Groß-Gerau, welches das Landgericht funktionell ersetzte.
Die folgende Liste zeigt die Staaten und Verwaltungseinheiten, denen Worfelden angehört(e):
- vor 1479: Heiliges Römisches Reich, Grafschaft Katzenelnbogen, Obergrafschaft Katzenelnbogen, Amt Dornberg
- ab 1479: Heiliges Römisches Reich, Landgrafschaft Hessen (durch Erbfall), Obergrafschaft Katzenelnbogen, Amt Rüsselsheim
- ab 1567: Heiliges Römisches Reich, Landgrafschaft Hessen-Darmstadt, Obergrafschaft Katzenelnbogen, Amt Rüsselsheim
- ab 1803: Heiliges Römisches Reich, Landgrafschaft Hessen-Darmstadt, Fürstentum Starkenburg, Amt Rüsselsheim
- ab 1806: Großherzogtum Hessen,[Anm. 2] Provinz Starkenburg, Amt Rüsselsheim
- ab 1815: Großherzogtum Hessen, Fürstentum Starkenburg, Amt Rüsselsheim
- ab 1821: Großherzogtum Hessen, Provinz Starkenburg, Landratsbezirk Dornberg[Anm. 3]
- ab 1832: Großherzogtum Hessen, Provinz Starkenburg, Kreis Groß-Gerau
- ab 1848: Großherzogtum Hessen, Regierungsbezirk Darmstadt
- ab 1852: Großherzogtum Hessen, Provinz Starkenburg, Kreis Groß-Gerau
- ab 1871: Deutsches Reich, Großherzogtum Hessen, Provinz Starkenburg, Kreis Groß-Gerau
- ab 1918: Deutsches Reich (Weimarer Republik), Volksstaat Hessen, Provinz Starkenburg, Kreis Groß-Gerau
- ab 1938: Deutsches Reich, Volksstaat Hessen, Landkreis Groß-Gerau[10][Anm. 4]
- ab 1945: Amerikanische Besatzungszone,[Anm. 5] Groß-Hessen, Regierungsbezirk Darmstadt, Landkreis Groß-Gerau
- ab 1945: Amerikanische Besatzungszone, Hessen, Regierungsbezirk Darmstadt, Landkreis Groß-Gerau
- ab 1949: Bundesrepublik Deutschland, Hessen, Regierungsbezirk Darmstadt, Landkreis Groß-Gerau
- ab 1977: Bundesrepublik Deutschland, Hessen, Regierungsbezirk Darmstadt, Landkreis Groß-Gerau, Gemeinde Büttelborn[Anm. 6]

### Kirche und Religion

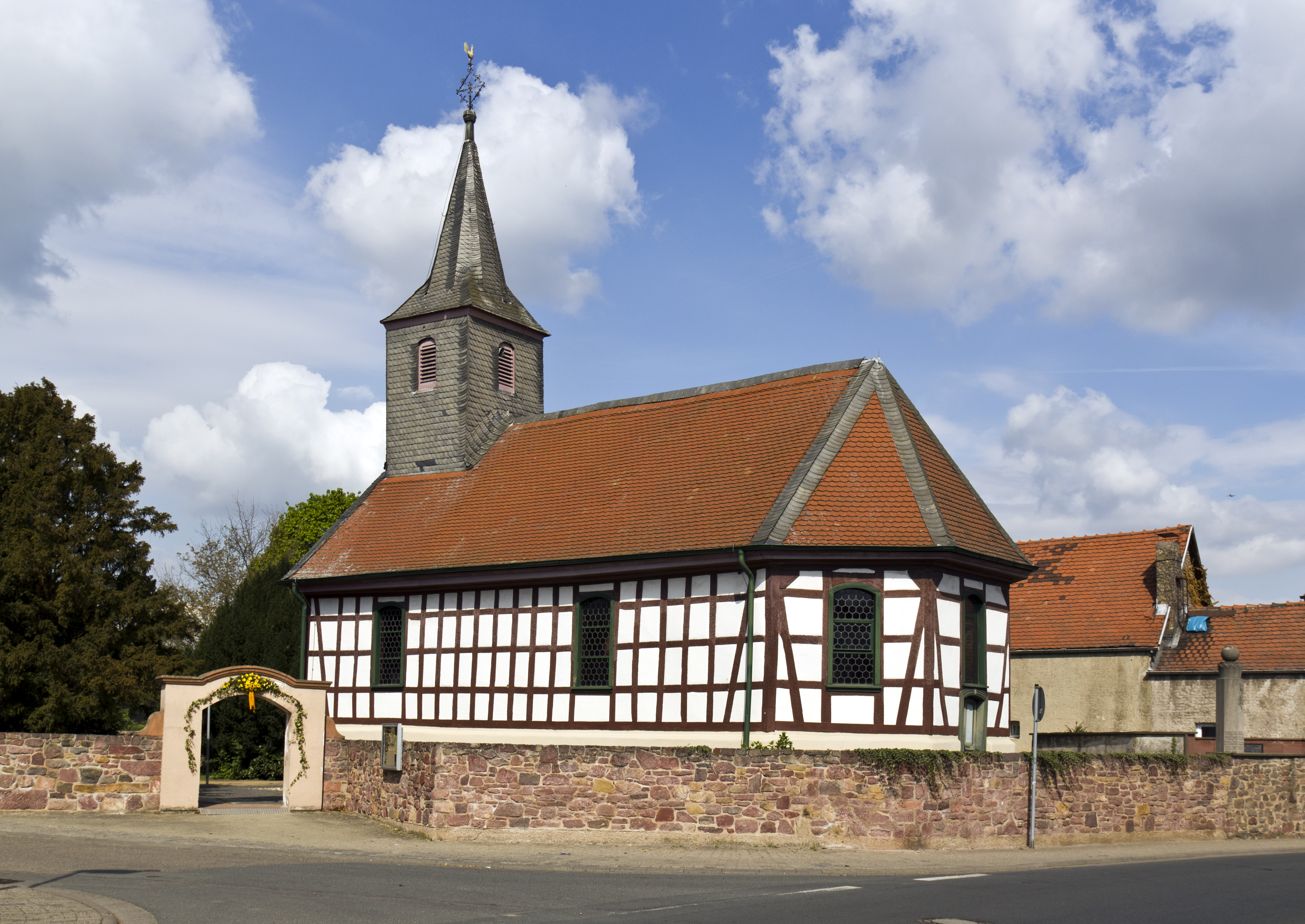
Die Worfelder Fachwerkkirche von 1696

Der erste Beleg für das Vorhandensein einer Kirche stammt aus dem Jahr 1557, als eine Kapelle erwähnt wird. Das Kirchenpatronat hatten ab 1259 die Grafen von Katzenelnbogen und vorher die Herren von Dornberg inne.
Anstelle der im Dreißigjährigen Krieg zerstörten Kapelle wurde unter Verwendung alter Bauteile 1696 die heutige Pfarrkirche in Fachwerkbauweise errichtet. Mehrfach verursachten Reparaturen schadhafter Gebäudeteile hohe Kosten die öfter Anlass gaben den Abriss der Kirche zu erwägen, bis eine gründliche Renovierung in den Jahren 1970 bis 1974 das Gebäude wieder in seinen ursprünglichen Zustand versetzte. Seitdem gilt sie, als eine der wenigen Kirchen mit freigelegtem Fachwerk im südhessischen Raum, als Kleinod.
Bis zum Ende des Zweiten Weltkrieges war Worfelden fast rein evangelisch, erst 1946 mit der Aufnahme von Heimatvertriebenen aus den ehemaligen deutschen Ostgebieten kam eine größere Anzahl Bürger katholischen Glaubens nach Worfelden, welche seitdem von der Katholischen Pfarrgemeinde St. Johannes der Täufer in Weiterstadt betreut werden.
Als kirchliche Verwaltungen sind heute das katholische Dekanat Darmstadt des Bistums Mainz und das evangelische Dekanat Groß-Gerau der Evangelischen Kirche in Hessen und Nassau zuständig.
Historische Religionszugehörigkeit
| • 1829: | 444 lutheranische (= 97,37 %), 10 jüdische (= 2,19 %) und zwei katholische (= 0,44 %) Einwohner            |
| • 1961: | 1246 evangelische (= 75,52 %), 355 (= 21,52 %) römisch-katholische Einwohner                               |
| • 2002: | 1784 evangelische (= 41,65 %), 925 (= 21,60 %) römisch-katholische und 1733 (= 40,46 %) sonstige Einwohner |

## Bevölkerung

### Einwohnerstruktur 2011
Nach den Erhebungen des Zensus 2011 lebten am Stichtag dem 9. Mai 2011 in Worfelden 4383 Einwohner. Darunter waren 429 (9,8 %) Ausländer.
Nach dem Lebensalter waren 838 Einwohner unter 18 Jahren, 2013 zwischen 18 und 49, 828 zwischen 50 und 64 und 720 Einwohner waren älter. Die Einwohner lebten in 1929 Haushalten. Davon waren 603 Singlehaushalte, 573 Paare ohne Kinder und 564 Paare mit Kindern, sowie 114 Alleinerziehende und 42 Wohngemeinschaften. In 333 Haushalten lebten ausschließlich Senioren und in 1443 Haushaltungen lebten keine Senioren.

### Einwohnerentwicklung
| • 1629: | 045 Hausgesesse          |
| • 1806: | 379 Einwohner, 61 Häuser |
| • 1829: | 456 Einwohner, 74 Häuser |
| • 1867: | 628 Einwohner, 98 Häuser |

| Worfelden: Einwohnerzahlen von 1800 bis 2011 | Worfelden: Einwohnerzahlen von 1800 bis 2011 | Worfelden: Einwohnerzahlen von 1800 bis 2011 | Worfelden: Einwohnerzahlen von 1800 bis 2011 | Worfelden: Einwohnerzahlen von 1800 bis 2011 |
| --- | -------------------------------------------- | -------------------------------------------- | -------------------------------------------- | -------------------------------------------- |
| Jahr |                                              |                                              |                                              | Einwohner                                    |
| 1800 | 1800                                         |                                              | 367                                          | 367                                          |
| 1806 | 1806                                         |                                              | 379                                          | 379                                          |
| 1829 | 1829                                         |                                              | 456                                          | 456                                          |
| 1834 | 1834                                         |                                              | 485                                          | 485                                          |
| 1840 | 1840                                         |                                              | 520                                          | 520                                          |
| 1846 | 1846                                         |                                              | 585                                          | 585                                          |
| 1852 | 1852                                         |                                              | 574                                          | 574                                          |
| 1858 | 1858                                         |                                              | 474                                          | 474                                          |
| 1864 | 1864                                         |                                              | 629                                          | 629                                          |
| 1871 | 1871                                         |                                              | 666                                          | 666                                          |
| 1875 | 1875                                         |                                              | 703                                          | 703                                          |
| 1885 | 1885                                         |                                              | 801                                          | 801                                          |
| 1895 | 1895                                         |                                              | 848                                          | 848                                          |
| 1905 | 1905                                         |                                              | 906                                          | 906                                          |
| 1910 | 1910                                         |                                              | 977                                          | 977                                          |
| 1925 | 1925                                         |                                              | 1.011                                        | 1.011                                        |
| 1939 | 1939                                         |                                              | 1.209                                        | 1.209                                        |
| 1946 | 1946                                         |                                              | 1.552                                        | 1.552                                        |
| 1950 | 1950                                         |                                              | 1.579                                        | 1.579                                        |
| 1956 | 1956                                         |                                              | 1.522                                        | 1.522                                        |
| 1961 | 1961                                         |                                              | 1.650                                        | 1.650                                        |
| 1967 | 1967                                         |                                              | 2.153                                        | 2.153                                        |
| 1970 | 1970                                         |                                              | 2.451                                        | 2.451                                        |
| 1972 | 1972                                         |                                              | 2.687                                        | 2.687                                        |
| 1985 | 1985                                         |                                              | ?                                            | ?                                            |
| 1997 | 1997                                         |                                              | 4.247                                        | 4.247                                        |
| 2001 | 2001                                         |                                              | 4.468                                        | 4.468                                        |
| 2011 | 2011                                         |                                              | 4.383                                        | 4.383                                        |
| Datenquelle: Historisches Gemeindeverzeichnis für Hessen: Die Bevölkerung der Gemeinden 1834 bis 1967. Wiesbaden: Hessisches Statistisches Landesamt, 1968. Weitere Quellen: LAGIS; 1800; nach 1977: Gemeinde Büttelborn; Zensus 2011 |                                              |                                              |                                              |                                              |

## Wappen
| Wappen von Worfelden | Blasonierung: „In Rot eine goldene Ortsmarke in Gestalt eines Ringes mit einem antoniuskreuzähnlichen Aufsatz.“ |
| Wappen von Worfelden | Wappenbegründung: Diese Marke, begleitet von den Buchstaben W(OR)F(ELDEN), bringt ein Grenzstein des 18. Jahrhunderts, während DAS GERICHTS SIGEL ZV WVRFELLE 1622 den Kreis mit einem Kreuz darauf und das etwas spätere Siegel mit der Umschrift WORFELLEN 1647 deutlich einen Reichsapfel zeigt, der noch im Siegel der BÜRGERMEISTEREI WORFELDEN aus dem frühen 19. Jahrhundert wiederkehrt. Das Ortswappen wurde in seiner nebenstehenden Form von dem Groß-Gerauer Altertumsforscher und Heraldiker Wilhelm Hermann Diehl gestaltet und erstmals in Farben gesetzt, worauf es 1927 amtlich genehmigt wurde. Bei der Tingierung orientierte sich Diehl an den rot-goldenen Wappenfarben der Grafen von Katzenelnbogen die über zweihundert Jahre lang, bis zu ihrem Aussterben 1479, das Hoheitsrecht über Worfelden besaßen. |

## Kultur und Sehenswürdigkeiten

### Regelmäßige Veranstaltungen
- Kerb (Kirchweihe; am Bartholomäustag (24. August) oder am darauf folgenden Sonntag).
- Hausgråwefest (am Himmelfahrtstag)
- Saukopfessen (erster oder zweiter Sonntag im Januar)
- RC 03 Worfelden, Abteilung Karneval
  - Prunksitzung (eine Woche vor Fastnachtssamstag)
  - Kindersitzung
  - Narrenmarkt (Fastnachtssamstag)
  - Kinderfastnachtstreiben
- 2016 hat Worfelden erstmals an der alle zwei Jahre stattfindenden Aktion „Der Kreis rollt“ teilgenommen. Die Fahrradroute verlief mitten durch den Ort, viele Vereine und Institutionen beteiligten sich mit Ständen und Ausstellungen.[18]

### Vereine
In Worfelden gibt es ein sehr ausgeprägtes Vereins- und Kulturleben. Die ehrenamtlichen Vereine und Gruppen finden ihren Zusammenschluss im Kulturring Worfelden. In regelmäßigen Zusammenkünften von Vereinsvertretern wird über anstehende und vergangene Veranstaltungen gesprochen und es findet ein Austausch darüber statt, wie das Vereinsleben so attraktiv wie möglich für den Bürger gestaltet werden kann. Alle Termine werden im sog. Kulturringkalender veröffentlicht.

#### Allgemeine Vereine
- Freiwillige Feuerwehr Worfelden (gegr. 1928)
- Landfrauenverein (gegr. 1952)
- Deutsches Rotes Kreuz (DRK) Ortsvereinigung Worfelden (gegr. 1955)
- Naturschutzverein 1955 Worfelden (NABU)
- Obst- und Gartenbauverein Worfelden (gegr. 1959)

#### Sportvereine

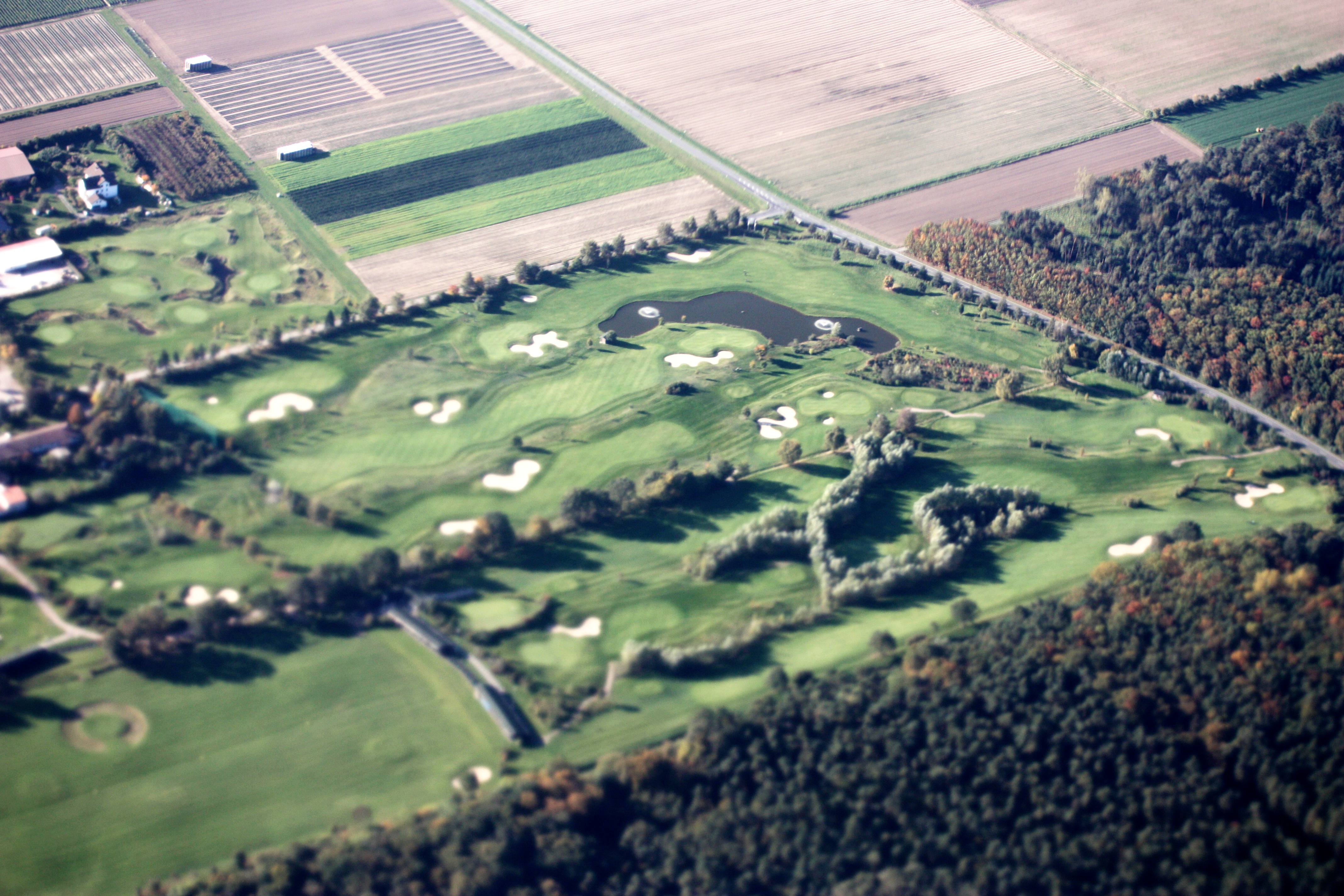
Luftaufnahme vom Golfplatz (2010)

- Turn- und Sportgemeinde 88/46 Worfelden (TSG) mit Fußball, Handball, Leichtathletik, Musik, Tennis, Tischtennis und Turnen (mit Gymnastik und Jazztanz).
- Radfahrer-Club 1903 Worfelden (RC 03) mit Radball, Kunstradfahren, Radwandern, Karneval und Gardetanz.
- Dancing Maniacs e. V.
- Angelsportverein 1980 Worfelden
- Volleyballgemeinschaft 1986 Worfelden
- Dartclub Bullkiller
- Golfclub Bachgrund

#### Kulturvereine
- Gesangverein „Frohsinn“ 1880 Worfelden
- Spielmannszug Worfelden (traditionelle Spielmannsmusik und Blasorchester)
- Heimat- und Geschichtsverein (gegr. 1990)
- Fun Time Big Band „Swing & Jazz made in Worfelden“

### Bauwerke

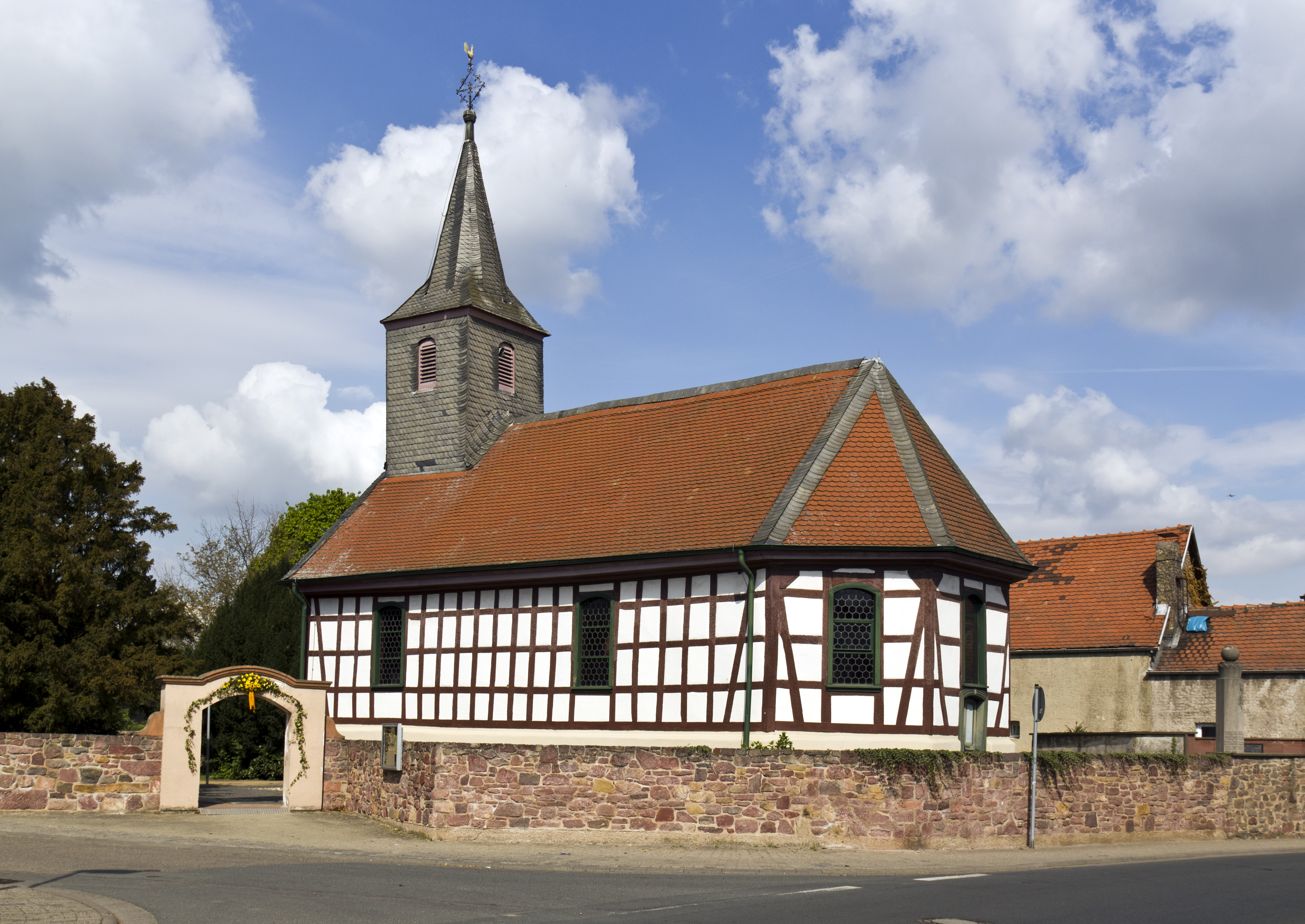
Worfelder Fachwerkkirche

- Fachwerkkirche aus dem Jahr 1696; die Kirche enthält eine der ältesten Orgeln in Hessen von dem Bamberger Orgelbaumeister Adam Knauth aus dem Jahr 1623/24[4]

## Persönlichkeiten
- John Frankenstein (1817–1881), US-amerikanischer Porträt-, Genre-, Landschaftsmaler und Bildhauer
- Godfrey Frankenstein (1820–1873), US-amerikanischer Landschaftsmaler und Zeichner
- Gustavus Frankenstein (1828–1893), deutschamerikanischer Landschaftsmaler, Mathematiker, Autor und Zeichenlehrer